# Jurij Bereza
Jurij Mykolajovyč Bereza (in ucraino Юрій Миколайович Береза?; Saksahan, 8 febbraio 1970) è un politico, militare e poliziotto ucraino, ex comandante del Battaglione "Dnipro-1" organizzato da Ihor Kolomojs'kyj.
Nel settembre del 2014 è stato insignito dell'Ordine di Bogdan Chmel'nyc'kyj. Come rappresentante del Fronte popolare, è stato eletto alla Verchovna Rada nelle elezioni parlamentari ucraine del 2014, lasciando il comando del Reggimento "Dnipro-1" a dicembre. 
Alle elezioni parlamentari ucraine del luglio 2019 si presenta come candidato indipendente nel collegio elettorale 24 (oblast' di Dnipropetrovs'k) ottenendo il 7,55% dei voti. Perde dunque contro Dmytro Kysylevs'kyj del partito Servitore del Popolo (che ha ottenuto il 59,36% dei voti).